# Rhizofiltrace
Rhizofiltrace je označení pro metodu kterou je sníženo nebo odstraněno znečištění z tekutého média prostřednictvím kořenů živých rostlin. tato metoda využívá absorpci, koncentraci a precipitaci cizorodých látek z proudící, znečištěné vody. Bývá použita pro odstranění těžkých kovů, avšak lze ji zřejmě využít i při odstraňování znečištění vody organickými příměsemi.

## Použití
Metoda je vhodná pro použití v případě kvantitativně malých příměsí ve velkém objemu filtrované látky. Metoda je vhodná především pro odstranění nízkých koncentrací těžkých kovů a radionuklidů. Radionuklidy jsou úspěšně zachytávány kořeny rostlin hořčice sareptská (Brassica juncea) nebo slunečnice roční (Helianthus annuus). Rhizofiltrace se proto používá například v Černobylu, kde jsou pomocí slunečnic odstraňovány příměsi Sr a Cs z povrchových vod.